# Nombres 700 à 799
Pour les années, voir  700, 700 av. J.-C., VIIe siècle et VIIIe siècle av. J.-C. Pour des nos  de modèles d'avion, voir Boeing.
Cet article recense les nombres entiers de 700 (sept cents) à 799 (sept cent quatre-vingt-dix-neuf) en mentionnant certaines propriétés dont, pour ceux qui ne sont pas premiers, leur décomposition en facteurs premiers.

## Entiers de 700 à 709

### 700
- 22 × 52 × 7,
- somme de quatre nombres premiers consécutifs (167 + 173 + 179 + 181),
- nombre Harshad,
- Talbot-Darracq 700, une Formule 1.

### 701
- nombre premier de Pythagore,
- nombre premier de Chen,
- somme de trois nombres premiers consécutifs (229 + 233 + 239),
- nombre d'Eisenstein premier,
- indicatif téléphonique pour le Dakota du Nord.

### 702
- 2 × 33 × 13,
- nombre oblong,
- nombre nontotient,
- nombre Harshad.

### 703
- 19 × 37,
- 37e nombre triangulaire, donc 19e nombre hexagonal et 13e nombre ennéagonal centré,
- plus petit nombre demandant soixante-treize puissances cinquièmes (voir Problème de Waring),
- nombre de Kaprekar.

### 704
- 26 × 11,
- nombre Harshad,
- indicatif téléphonique pour la région de Charlotte (Caroline du Nord).

### 705
- 3 × 5 × 47,
- nombre sphénique.

### 706
- 2 × 353,
- nombre nontotient,
- nombre de Smith.

### 707
- 7 × 101,
- somme de cinq nombres premiers consécutifs (131 + 137 + 139 + 149 + 151).

### 708
- 22 × 3 × 59.

### 709
- nombre premier de Pythagore.

## Entiers de 710 à 719

### 710
- 2 × 5 × 71,
- nombre sphénique,
- nombre nontotient,
- nombre Harshad.

### 711
- 32 × 79,
- n° de téléphone américain pour le Telecommunications relay service, un service d'assistance téléphonique pour les personnes malentendantes.

### 712
- 23 × 89,
- somme des vingt-et-un premiers nombres premiers.

### 713
- 23 × 31,
- somme de trois nombres premiers consécutifs (233 + 239 + 241),
- n° du coffre de Dumbledore à la banque Gringotts, dans le livre ainsi que dans le film Harry Potter.

### 714
- 2 × 3 × 7 × 17,
- nombre nontotient,
- membre d'une paire de Ruth-Aaron,
- n° de vol dans un album de Tintin : Vol 714 pour Sydney.

### 715
- 5 × 11 × 13,
- nombre sphénique,
- nombre pentatopique,
- nombre pyramidal hexagonal,
- nombre Harshad,
- membre d'une paire de Ruth-Aaron.

### 716
- 22 × 179.

### 717
- 3 × 239.

### 718
- 2 × 359.

### 719
- nombre premier factoriel,
- nombre premier de Sophie Germain,
- nombre premier sûr,
- somme de sept nombres premiers consécutifs (89 + 97 + 101 + 103 + 107 + 109 + 113),
- nombre premier de Chen,
- nombre d'Eisenstein premier.

## Entiers de 720 à 729

### 720
- 24 × 32 × 5,
- factorielle de 6,
- nombre hautement composé,
- nombre Harshad de la base deux à la base dix,
- nombre hautement totient,
- nombre de degrés de deux tours complets (= 2 × 360),
- cinq grosses (5 × 144),
- nombre 241-gonal,
- nombre de sexes de Physarum polycephalum, plus connu sous le surnom de « blob ».

### 721
- 7 × 103,
- somme de neuf nombres premiers consécutifs (61 + 67 + 71 + 73 + 79 + 83 + 89 + 97 + 101),
- nombre hexagonal centré.

### 722
- 2 × 192,
- nombre nontotient.

### 723
- 3 × 241.

### 724
- 22 × 181,
- la somme de quatre nombres premiers consécutifs (173 + 179 + 181 + 191) et de six nombres premiers consécutifs (107 + 109 + 113 + 127 + 131 + 137),
- nombre nontotient,
- nombre de solutions du problème des n dames pour n = 10,
- indicatif téléphonique pour la Pennsylvanie occidentale.

### 725
- 52 × 29.

### 726
- 2 × 3 × 112,
- nombre pyramidal pentagonal.

### 727
- nombre premier palindrome,
- nombre chanceux.

### 728
- 23 × 7 × 13,
- nombre nontotient,
- nombre de Smith.

### 729
- 36,
- 272,
- nombre octogonal centré,
- nombre de Smith.

## tiers de 730 à 739

### 730
- 2 × 5 × 73,
- nombre sphénique,
- nombre nontotient,
- nombre de Harshad.

### 731
- 17 × 43,
- somme de trois nombres premiers consécutifs (239 + 241 + 251).

### 732
- 22 × 3 × 61,
- somme de huit nombres premiers consécutifs (73 + 79 + 83 + 89 + 97 + 101 + 103 + 107) et de dix nombres premiers consécutifs (53 + 59 + 61 + 67 + 71 + 73 + 79 + 83 + 89 + 97),
- nombre Harshad.

### 733
- nombre premier permutable,
- nombre premier de Pythagore,
- somme de cinq nombres premiers consécutifs (137 + 139 + 149 + 151 + 157).

### 734
- 2 × 367,
- nombre nontotient.

### 735
- 3 × 5 × 72,
- nombre Harshad.
- premier nombre dont le premier chiffre au carré multiplié par les autres chiffres est égal à lui-même (nombre de sylaac).

### 736
- 25 × 23,
- nombre heptagonal centré,
- nombre de Friedman puisque 736 = 7 + 36,
- nombre Harshad.

### 737
- 11 × 67.

### 738
- 2 × 32 × 41,
- nombre Harshad.

### 739
- nombre premier,
- nombre strictement non palindrome.

## Entiers de 740 à 749

### 740
- 22 × 5 × 37,
- nombre nontotient.

### 741
- 3 × 13 × 19,
- nombre sphénique,
- nombre triangulaire.

### 742
- 2 × 7 × 53,
- nombre décagonal.

### 743
- nombre premier de Sophie Germain,
- nombre premier de Chen,
- nombre d'Eisenstein premier.

### 744
- 23 × 3 × 31,
- somme de quatre nombres premiers consécutifs (179 + 181 + 191 + 193).

### 745
- 5 × 149.

### 746
- 2 × 373,
- nombre nontotient.

### 747
- 32 × 83.

### 748
- 22 × 11 × 17,
- nombre nontotient.

### 749
- 7 × 107,
- somme de trois nombres premiers consécutifs (241 + 251 + 257).

## Entiers de 750 à 759

### 750
- 2 × 3 × 53,
- nombre ennéagonal.

### 751
- nombre premier de Chen.

### 752
- 24 × 47,
- nombre nontotient.

### 753
- 3 × 251.

### 754
- 2 × 13 × 29,
- nombre sphénique,
- nombre nontotient.

### 755
- 5 × 151.

### 756
- 22 × 33 × 7,
- somme de six nombres premiers consécutifs (109 + 113 + 127 + 131 + 137 + 139),
- nombre oblong,
- nombre Harshad.

### 757
- nombre premier de Pythagore,
- nombre premier palindrome,
- somme de sept nombres premiers consécutifs (97 + 101 + 103 + 107 + 109 + 113 + 127).

### 758
- 2 × 379,
- nombre nontotient.

### 759
- 3 × 11 × 23,
- nombre sphénique,
- somme de cinq nombres premiers consécutifs (139 + 149 + 151 + 157 + 163).

## Entiers de 760 à 769

### 760
- 23 × 5 × 19,
- nombre triangulaire centré.

### 761
- nombre premier de Sophie Germain,
- nombre premier de Pythagore,
- nombre premier de Chen,
- nombre d'Eisenstein premier,
- numérateur premier d'un nombre harmonique,
- nombre carré centré.

### 762
- 2 × 3 × 127,
- nombre sphénique,
- somme de quatre nombres premiers consécutifs (181 + 191 + 193 + 197),
- nombre nontotient,
- nombre de Smith.

### 763
- 7 × 109,
- somme de neuf nombres premiers consécutifs (67 + 71 + 73 + 79 + 83 + 89 + 97 + 101 + 103).

### 764
- 22 × 191.

### 765
- 32 × 5 × 17.

### 766
- 2 × 383,
- nombre pentagonal centré,
- nombre nontotient.

### 767
- 13 × 59,
- nombre de Thabit.

### 768
- 28 × 3,
- somme de huit nombres premiers consécutifs (79 + 83 + 89 + 97 + 101 + 103 + 107 + 109).

### 769
- nombre premier de Pythagore,
- nombre premier de Chen.

## Entiers de 770 à 779

### 770
- 2 × 5 × 7 × 11,
- nombre nontotient,
- nombre Harshad.

### 771
- 3 × 257,
- somme de trois nombres premiers consécutifs (251 + 257 + 263).

### 772
- 22 × 193.

### 773
- nombre premier de Pythagore,
- nombre d'Eisenstein premier,
- nombre tetranacci.

### 774
- 2 × 32 × 43,
- nombre nontotient,
- nombre Harshad.

### 775
- 52 × 31.

### 776
- 23 × 97.

### 777
- 3 × 7 × 37,
- nombre sphénique,
- nombre de Harshad,
- nombre uniforme en base 10 et en base 6 (3333).

### 778
- 2 × 389,
- nombre nontotient,
- nombre de Smith.

### 779
- 19 × 41,
- nombre hautement cototient.

## Entiers de 780 à 789

### 780
- 22 × 3 × 5 × 13,
- somme de quatre nombres premiers consécutifs (191 + 193 + 197 + 199) et de dix nombres premiers consécutifs (59 + 61 + 67 + 71 + 73 + 79 + 83 + 89 + 97 + 101),
- 39e nombre triangulaire donc 20e nombre hexagonal,
- nombre Harshad.

### 781
- 11 × 71,
- un zéro de la fonction de Mertens.

### 782
- 2 × 17 × 23,
- nombre sphénique,
- nombre nontotient,
- nombre Harshad.

### 783
- 33 × 29.

### 784
- 24 × 72,
- 282,
- somme des cubes des 7 premiers nombres premiers.

### 785
- 5 × 157,
- un zéro de la fonction de Mertens.

### 786
- 2 × 3 × 131,
- nombre sphénique,
- utilisé dans le symbolisme numérologique musulman.

### 787
- nombre premier palindrome,
- somme de cinq nombres premiers consécutifs (149 + 151 + 157 + 163 + 167),
- nombre premier de Chen.

### 788
- 22 × 197,
- nombre nontotient.

### 789
- 3 × 263,
- somme de trois nombres premiers consécutifs (257 + 263 + 269).

## Entiers de 790 à 799

### 790
- 2 × 5 × 79,
- nombre sphénique,
- nombre nontotient.

### 791
- 7 × 113,
- somme des vingt-deux premiers nombres premiers,
- somme de sept nombres premiers consécutifs (101 + 103 + 107 + 109 + 113 + 127 + 131).

### 792
- 23 × 32 × 11,
- nombre Harshad.

### 793
- 13 × 61,
- nombre étoilé,
- un zéro de la fonction de Mertens.

### 794
- 2 × 397,
- nombre nontotient.

### 795
- 3 × 5 × 53,
- un zéro de la fonction de Mertens.

### 796
- 22 × 199,
- somme de six nombres premiers consécutifs (113 + 127 + 131 + 137 + 139 + 149),
- un zéro de la fonction de Mertens.

### 797
- nombre premier de Pythagore,
- nombre premier de Chen,
- nombre d'Eisenstein premier,
- nombre premier palindrome.

### 798
- 2 × 3 × 7 × 19,
- nombre nontotient,
- un zéro de la fonction de Mertens.

### 799
- 17 × 47.